# Didemnum mantile
Didemnum mantile är en sjöpungsart som beskrevs av Kott 200. Didemnum mantile ingår i släktet Didemnum och familjen Didemnidae. Inga underarter finns listade i Catalogue of Life.